# Anaulacomera araujoi
Anaulacomera araujoi är en insektsart som beskrevs av Piza Jr. 1970. Anaulacomera araujoi ingår i släktet Anaulacomera och familjen vårtbitare. Inga underarter finns listade i Catalogue of Life.